# فرشتگان چارلی: زدن به سیم آخر
فرشتگان چارلی: زدن به سیم آخر (به انگلیسی: Charlie's Angels: Full Throttle) یک فیلم اکشن/کمدی محصول ۲۰۰۳ آمریکا به کارگردانی ام‌سی‌جی و نویسندگی جان اوگست است. این فیلم به عنوان دنباله‌ای بر فیلم فرشتگان چارلی در سال ۲۰۰۰ به‌شمار می‌رود. در این فیلم نیز کامرون دیاز، درو بریمور و لوسی لیو در نقش‌های قبلی خود شامل فرشتگان ناتالی، دیلن و الکس بازگشته‌اند.

## داستان
اطلاعاتی طبقه‌بندی شده از «اداره برنامه محافظت از شاهدان» دزدیده می‌شود. در این برنامه‌ها هویت جدید شاهدان جنایت دیده می‌شود، که عده‌ای بر اساس این اطلاعات دست به کشتن یک به یک آن‌ها می‌زنند.
سه کارآگاه زبردست موسوم به «فرشتگان چارلی» برای کشف باند جنایتکاران پا به میدان می‌گذارند.
فرشتگان چارلی" عملیات خطرناک و دلهره‌آور خود را ابتدا در مغولستان آغاز می‌کنند که هدف آن آزادی یک ژنرال و باز پس‌گیری حلقه‌های فلزی مرتبط با اطلاعات مخفی آمریکا است. همه چیز به خوبی پیش می‌رود تا اینکه راز گذشته و پیشینه نه چندان خوب "دیلن" و رابطه عاشقانه وی با یک قاتل خطرناک که وی او را لو داده برملا می‌شود. آشکار شدن این راز جان دو همکار دیگر "دیلین" یعنی" ناتالی" و "الکس" را به خطر می‌اندازد.
در این میان فرشتگان پی می‌برند یکی از فرشتگان سابق یعنی مدیسون لی (دمی مور) و ژنرال نجات یافته نیز در این ماجراها دست دارند. سرانجام سه دوست موفق به نابودی مدیسون و سایر تبه کاران می‌شوند؛ و سرانجام ناتالی و آلکس به عشق خود می‌رسند.